# Ruthin Castle
Ruthin Castle är ett slott i Storbritannien.   Det ligger i kommunen Denbighshire och riksdelen Wales, i den södra delen av landet, 280 km nordväst om huvudstaden London. Ruthin Castle ligger 78 meter över havet.
Terrängen runt Ruthin Castle är huvudsakligen kuperad, men den allra närmaste omgivningen är platt. Ruthin Castle ligger nere i en dal. Runt Ruthin Castle är det ganska tätbefolkat, med 60 invånare per kvadratkilometer. Närmaste större samhälle är Caerwys, 14,9 km norr om Ruthin Castle. Trakten runt Ruthin Castle består i huvudsak av gräsmarker.